# Aronia melanocarpa
Aronie à fruits noirs, Aronia noir, Aronia à fruits noirs
Espèce
Aronia melanocarpa, l'Aronia noir ou Aronia à fruits noirs, est une espèce de plantes à fleurs de la famille des Rosacées indigène de l'Est de l'Amérique du Nord que l'on retrouve du Canada jusqu'au centre des États-Unis, de Terre-Neuve à l'Ontario et au Minnesota vers l'ouest, au sud jusqu'à l'Arkansas, l'Alabama et la Géorgie. Cette plante fut introduite et cultivée en Europe.

## Description
Il s'agit d'un arbuste au feuillage lustré vert foncé qui prend une coloration rouge à l'automne ; il croît bien au soleil et à la mi-ombre sous la forme de talles par des tiges qui montent des racines, ses fleurs en corymbes sont blanches ou roses, elles apparaissent à la fin du printemps et produisent des fruits noirs en septembre. Certains oiseaux consomment les baies.

## Galerie

Illustration botanique de Aronia melanocarpa datant de 1913.
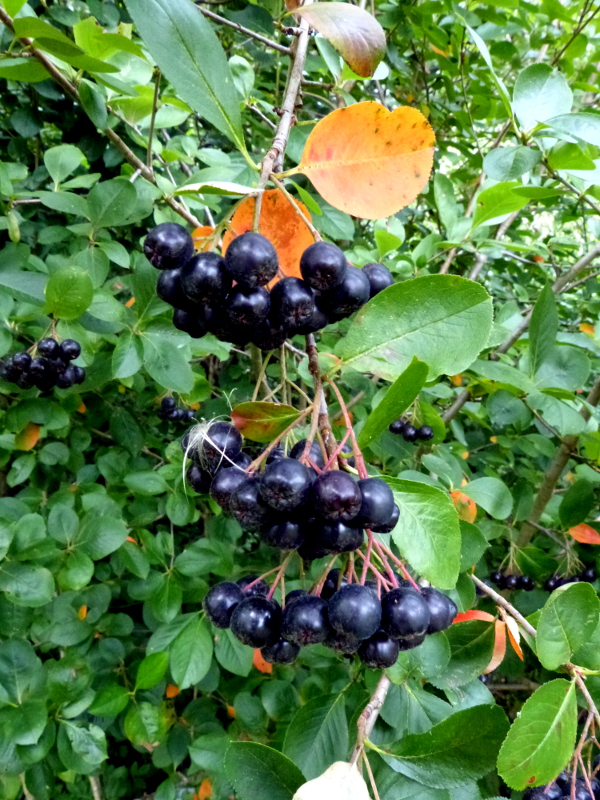
Fruits de Aronia melanocarpa.
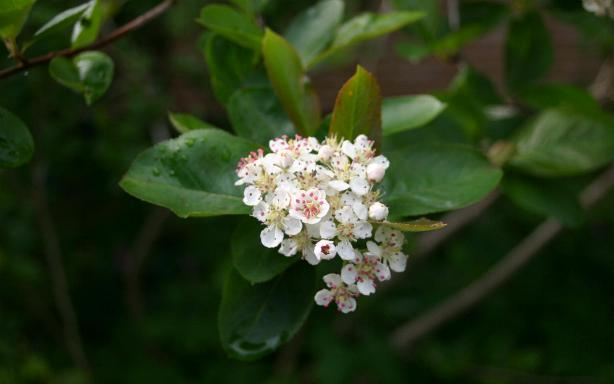
Fleurs de Aronia melanocarpa.
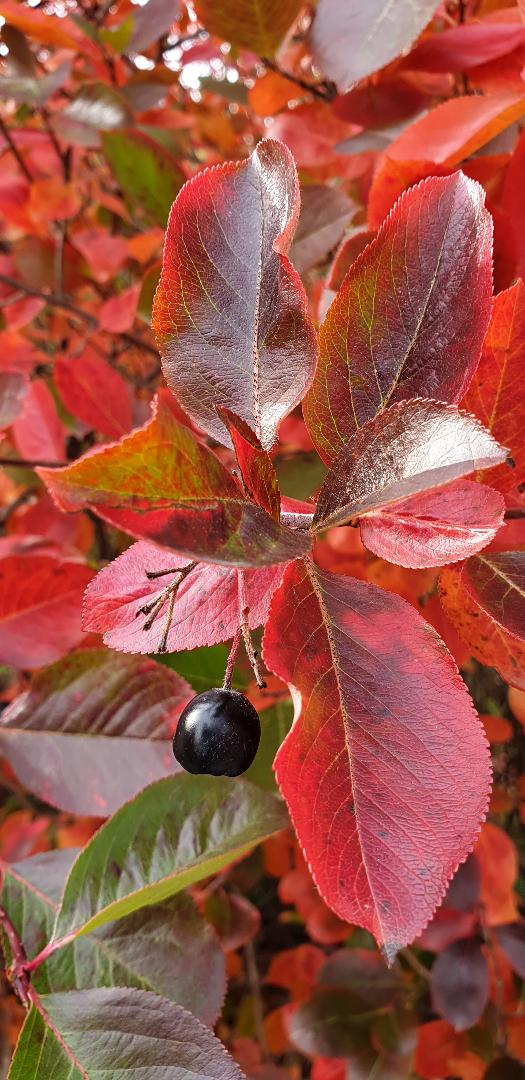
Feuillage d'automne de Aronia melanocarpa.
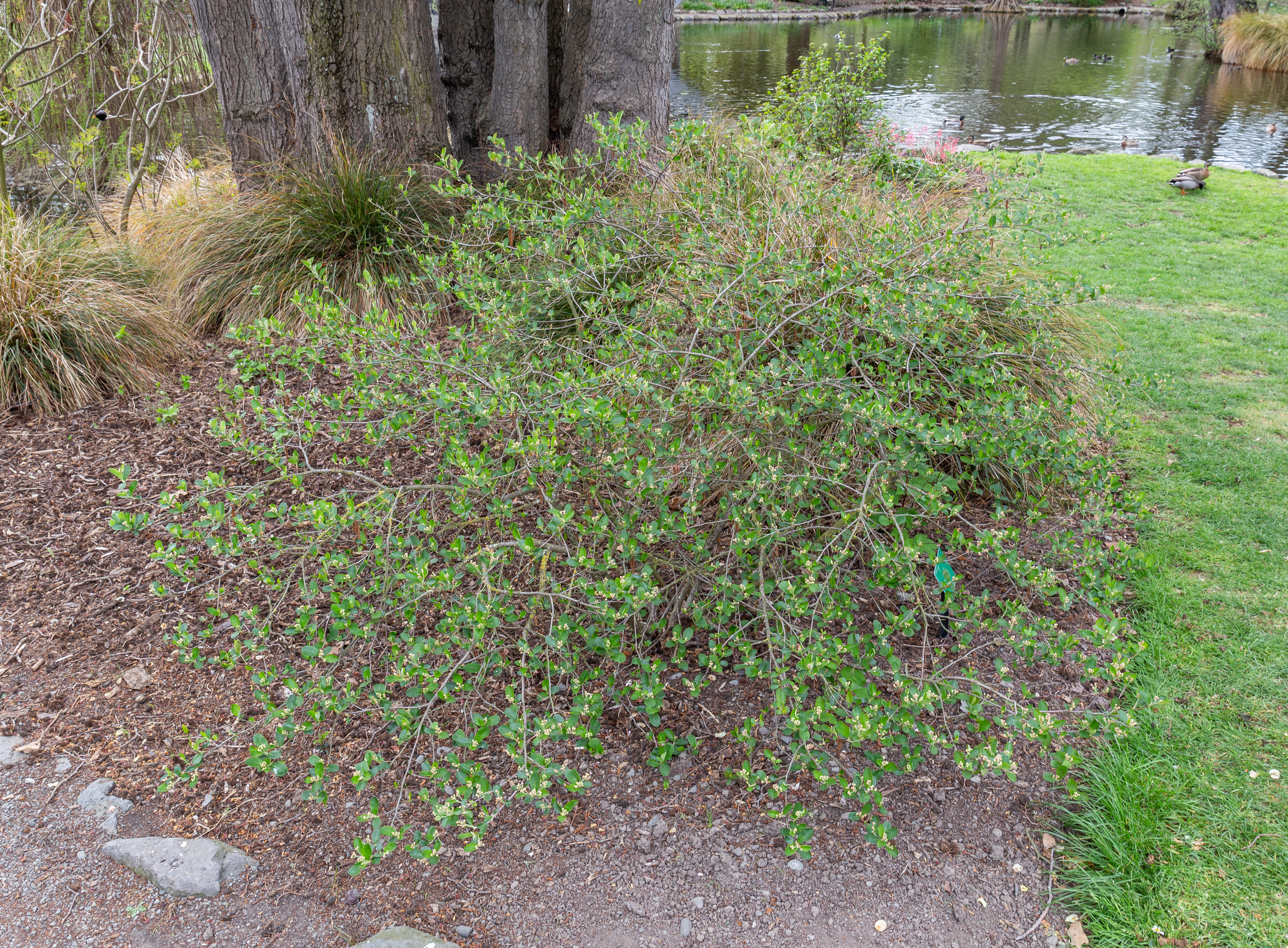
Feuilles et boutons floraux de Aronia melanocarpa.
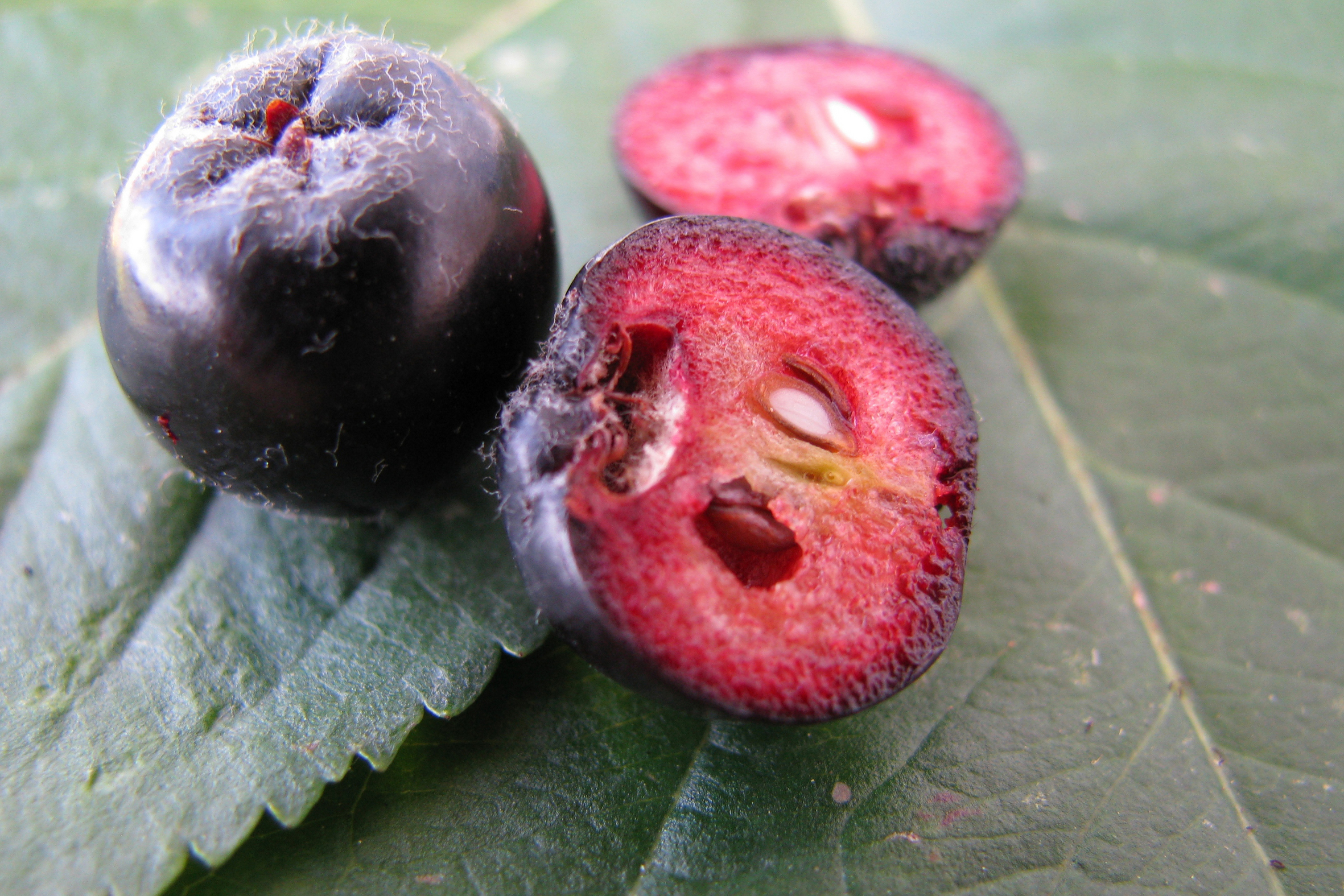
Gros plan sur les fruits de Aronia melanocarpa.
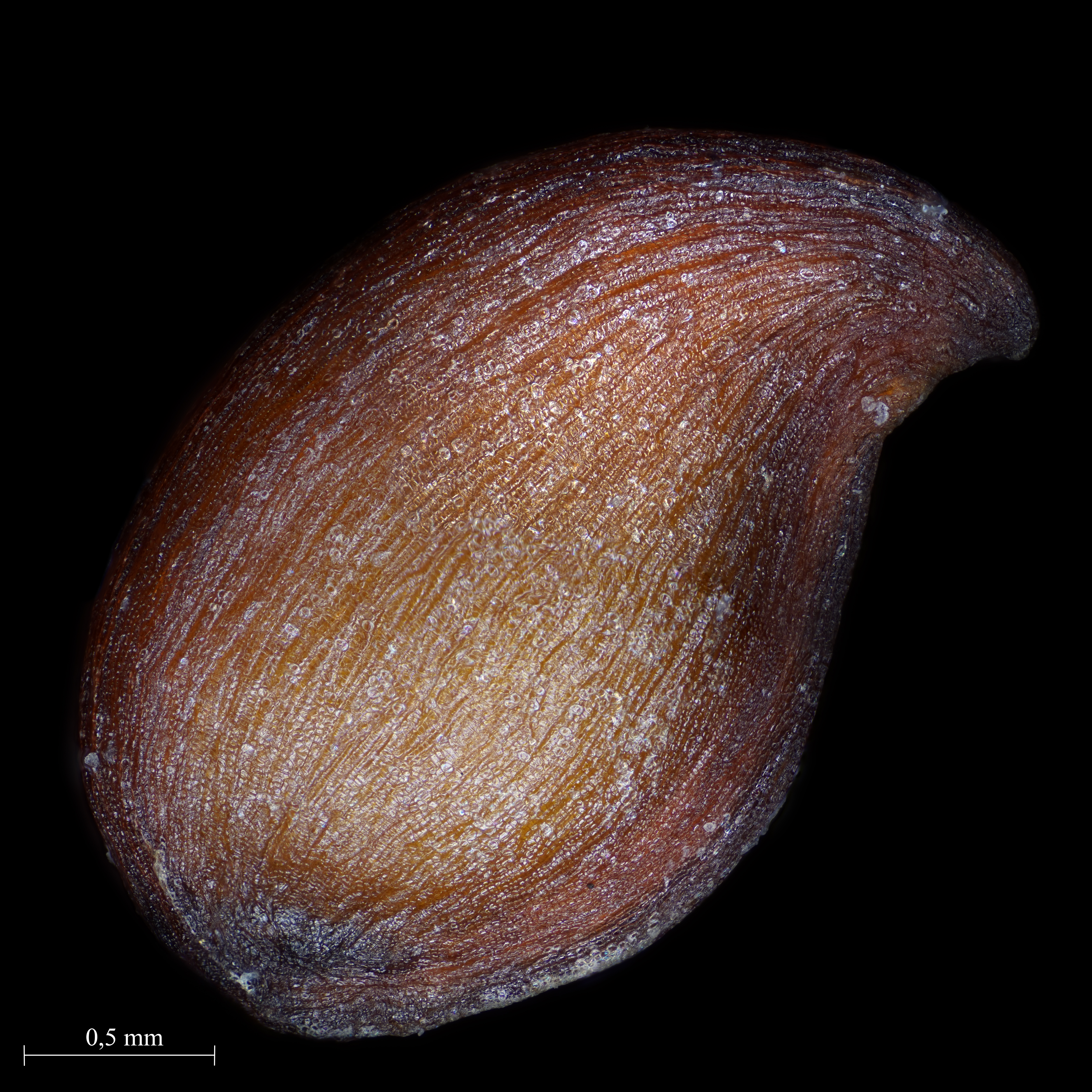
Graine de Aronia melanocarpa.